# ایلکام
ایلکام (انگلیسی: Elecom) شرکت فناوری اطلاعات ژاپنی است، که در سال ۱۹۸۶ تأسیس شد.